# 陈振楼
陈振楼（1964年—），男，汉族，上海人，中华人民共和国地理学家，华东师范大学教授，中国民主促进会会员，第十二届全国人民代表大会上海地区代表。

## 生平
毕业于中国科学院环境地球化学研究所环境地球化学专业。1994年至1996年在华东师范大学地理系从事博士后研究，后担任华东师范大学教授。2008年起担任全国人大代表。2013年，被选为全国人大代表。